# Themistoclesia orientalis
Themistoclesia orientalis är en ljungväxtart som beskrevs av J.L. Luteyn. Themistoclesia orientalis ingår i släktet Themistoclesia och familjen ljungväxter. Inga underarter finns listade i Catalogue of Life.